# Sphagnum livonicum
Sphagnum livonicum là một loài rêu trong họ Sphagnaceae. Loài này được (Russow ex Warnst.) G. Roth mô tả khoa học đầu tiên năm 1908.